# 英語ものしり倶楽部
英語ものしり倶楽部（えいごものしりくらぶ）はNHKラジオ第2放送で2008年4月5日から2011年3月26日まで放送された英語講座番組である。

## 内容
- 2005年から3年間放送されたものしり英語塾（2005年度はシニアのためのものしり英語塾）を発展解消し、帯番組時代の月曜・火曜日を担当してきた大杉正明と、2007年度の帯ミニコーナー「ワードウォッチャー」を担当したリサ・ヴォートが毎回英語にまつわる様々な薀蓄を取り上げる。また、リスナーから英語俳句を毎月テーマを決めて募集する。
- その他、各界著名人が英語にまつわる様々な思い・考えを述べるインタビューコーナーや、英語圏以外の国出身の外国人に対してその国の文化や言葉の習慣などについて述べてもらうコーナーもある。
- NHKの英会話講座に独自につけられているレベルの目安で、レベル4（高校レベル）と位置づけられている。

## 放送日時
- 初回放送： 土曜日 6:30 - 7:00
- 再 放 送： 土曜日 23:00 - 23:30、日曜日 9:30 - 10:00